# Байер, Трой
Трой Иве́тт Ба́йер (англ. Troy Yvette Beyer; 7 ноября 1964, Нью-Йорк, Нью-Йорк, США) — американская актриса, сценарист, режиссёр и продюсер.

## Биография
Трой Иветт Байер родилась 7 ноября 1964 года в Нью-Йорке (штат Нью-Йорк, США) в семье еврея Джеррольда Байера и его жены афроамериканского происхождения Ханнан Уэлс. Байер начала свою карьеру в четырёхлетнем возрасте, сыграв в детской программе «Улица Сезам». Она изучала актёрское мастерство и психобиологию в Школе искусств Городского университета Нью-Йорка.
В 1994—2000 годы Трой была замужем за продюсером Марком Бургом. У бывших супругов есть сын — Джордан Бург (род. 04.11.1997). С 24 ноября 2010 года Байер замуж во второй раз за Кристофером Бэйли.

## Избранная фильмография
| Год       |   | Русское название                     | Оригинальное название  | Роль           |
| --------- | - | ------------------------------------ | ---------------------- | -------------- |
| 1985      | с | Тихая пристань                       | Knots Landing          | Уитни          |
| 1986—1987 | с | Династия                             | Dynasty                | Джеки Деверо   |
| 1987      | с | Джамп стрит, 21                      | 21 Jump Street         | Пэтти Блэтчер  |
| 1987      | ф | Санитары-хулиганы                    | Disorderlies           | Карла          |
| 1987      | с | Другой мир                           | A Different World      | Моника Уолтерс |
| 1991      | с | Шоу Косби                            | The Cosby Show         | Эллен          |
| 1993      | ф | Уикенд у Берни 2                     | Weekend at Bernie's II | Клодия         |
| 1993      | с | Крутой Уокер: Правосудие по-техасски | Walker, Texas Ranger   | Кэтрин Прэтер  |
| 1994      | с | Диагноз: убийство                    | Diagnosis: Murder      | Брианна Джонс  |
| 1995      | с | Дневники Красной Туфельки            | Red Shoe Diaries       | Эйнджел        |
| 2001      | ф | Спросите Синди                       | Good Advice            | Нэнси          |
| 2002      | ф | Джон Кью                             | John Q.                | Мириам Смит    |